# El Calonge
El Calonge es una localidad situada en el municipio español de Palma del Río, en la provincia de Córdoba, comunidad autónoma de Andalucía. Se encuentra ubicado en la parte más occidental del término municipal, lindando con los límites de la provincia de Sevilla.

## Historia
Esta población fue creada por iniciativa del Instituto Nacional de Colonización, estando situada dentro del término municipal de Palma del Río. El diseño del poblado corrió a cargo del arquitecto Francisco Giménez de la Cruz, cuyo proyecto es de 1953. La construcción se realizó en tierras expropiadas en parte al Cortijo Calonge. Los primeros colonos de El Calonge procedían del desaparecido pueblo de Bujaraiza, en la provincia de Jaén, que quedó sumergido bajo las aguas del Guadalquivir por la construcción del embalse del Tranco. La iglesia fue consagrada a San Miguel Arcángel por el entonces obispo de Córdoba, Manuel Fernández-Conde, en 1959.